# محسن فروغی
محسن فروغی (۲۴ اردیبهشت ۱۲۸۶ – ۱۴ مهر ۱۳۶۲) معمار ایرانی، استاد معماری و رئیس پردیس هنرهای زیبای دانشگاه تهران بود.
وی فرزند محمدعلی فروغی (ذکاء الملک) ادیب و سیاست‌مدار ایران بود. او در سال ۱۳۱۶ از دانشسرای عالی ملی هنرهای زیبای پاریس (École des Beaux-Arts) با مدرک درجه یک فارغ‌التحصیل شد و همان سال به ایران بازگشت. وی در سال ۱۳۱۶ در زمره نخستین معماران معاصر ایرانی به استخدام دولت درآمد. او به همراه آندره گدار، ماکسیم سیرو و رولاند دابرول از بنیان‌گذاران و استادان دانشکده معماری دانشگاه تهران و پس از آندره گدار، دومین رئیس دانشکده هنرهای زیبای دانشگاه تهران بوده است که پس از آندره گدار مدت ۹ سال ریاست دانشکده را برعهده داشت. محسن فروغی به همراه حیدر غیایی در سال ۱۳۴۲ به اتهام زد و بندهای غیرقانونی در طرح ساختمان مجلس سنای ایران (کاخ سنا)، مدتی را در زندان گذراند. وی پس از مدتی تبرئه شد و خود به عضویت مجلس سنا درآمد. او در سال ۱۳۵۷ نزدیک ۳ ماه و در کابینه‌های جعفر شریف‌امامی و غلامرضا ازهاری، سمت وزیر فرهنگ و وزیر علوم را عهده‌دار بود. فروغی پس از انقلاب ۱۳۵۷ ایران و در ۱۲ فروردین ۱۳۵۸ دستگیر شد و مجموعه اشیا و آثار هنری شخصی وی ضبط و به موزه ایران باستان تهران منتقل شد. وی در ششم دیماه ۱۳۶۱ از زندان آزاد شد و ده ماه بعد در گذشت.

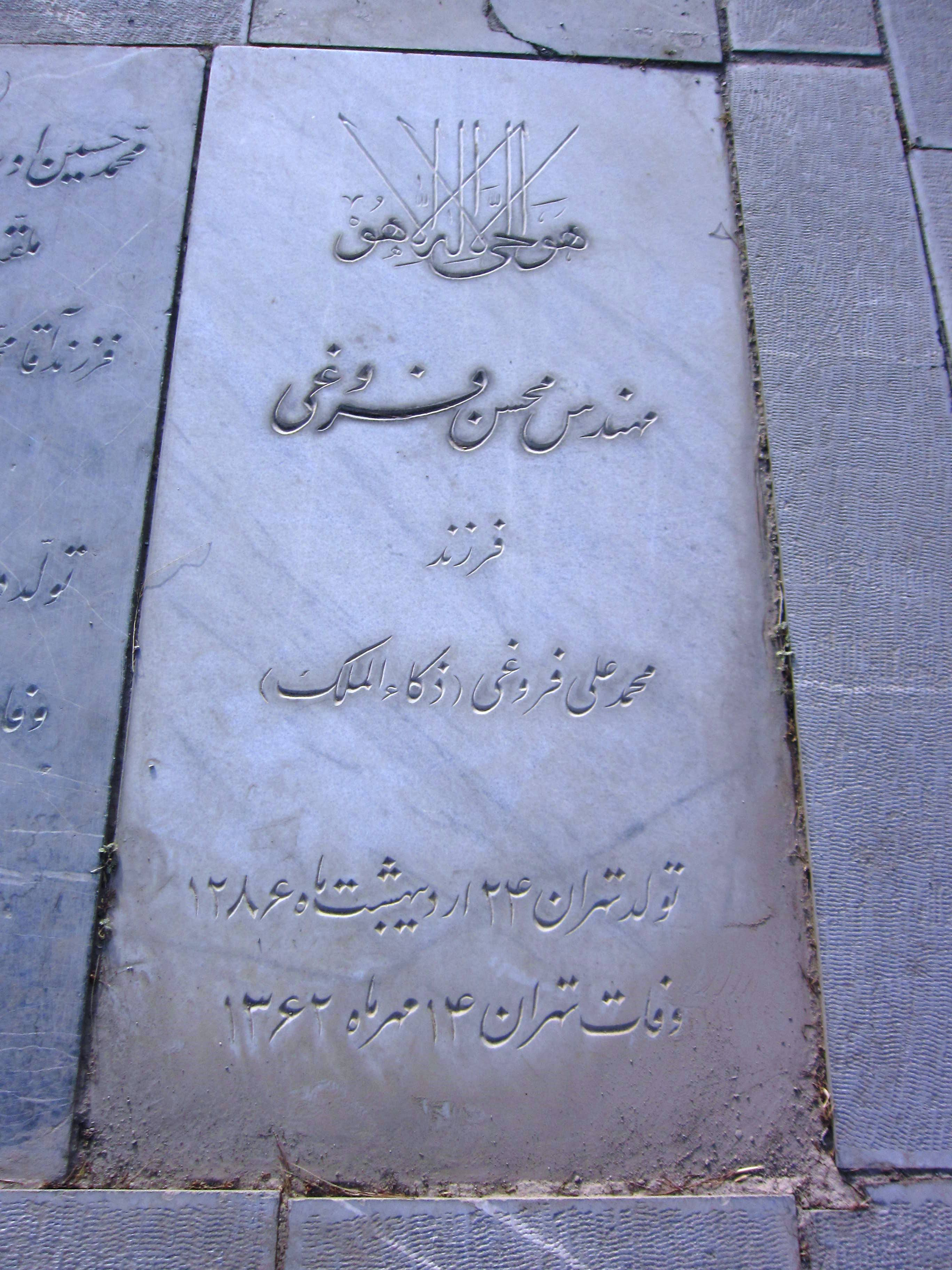
آرامگاه محسن فروغی در گورستان ابن‌بابویه، شهر ری

## آثار
از مهم‌ترین آثار او می‌توان به دانشکده حقوق دانشگاه تهران (با همکاری ماکسیم سیرو)، ساختمان وزارت دارایی، آرامگاه باباطاهر همدان، آرامگاه سعدی (سعدیه) (با همکاری علی صادق)، آرامگاه رضاشاه، کاخ نیاوران و همچنین شعبه‌های بانک ملی ایران در شهرهای شیراز، اصفهان، تبریز و بازار تهران اشاره کرد. بسیاری از این آثار، از جمله ساختمان‌های دانشگاه تهران و آرامگاه سعدی امروزه جزو میراث فرهنگی ایران شناخته می‌شوند. اگر چه نگاه فروغی به معماری نگاهی مدرن بود اما وی با اصول و عناصر معماری ایرانی چون ایوان و کاشی‌کاری به خوبی آشنایی داشت. این شیوه طراحی به خوبی در ساختمان بانک ملی که تضادی بین مصالح نوین و طراحی داخلی و نمای سنتی است، خودنمایی می‌کند.
او همچنین خانه‌ها و ویلاهای مسکونی متعددی را در تهران طراحی نمود که در آنها به جای شیوه مرسوم و سنتی تقسیم فضاها در پلان بر اساس میزان عمومی و خصوصی بودن آنها، شیوه مدرن طراحی فضاهای کاربردی را پیاده‌سازی کرد.

## مجلس سنا
فروغی پیمانکار سایت مجلس سنا بوده و در دوره امینی به همین دلیل چند ماه در زندان به سر برد تا اینکه سرانجام از این اتهام تبرئه شد.